# Karl Astel
Karl Astel (* 26. Februar 1898 in Schweinfurt; † 4. April 1945 in Jena) war ein deutscher Mediziner, Sportarzt, Rassenforscher, nationalsozialistischer Rassenhygieniker und Politiker.

## Biografie
In seiner Jugend wurde Astel von seinem Vater, einem Sicherheitskommissär und Chef der Städtischen Polizei Schweinfurt, geprägt. Im Ersten Weltkrieg diente er von 1916 bis 1918 bei der bayerischen Armee. Schon früh kam er mit der nationalsozialistischen Bewegung in Kontakt. Während des Medizinstudiums in Würzburg war er Mitbegründer der Deutschen Hochschulgilde Bergfried und der Ortsgruppe des Jungnationalen Bundes in Schweinfurt. Astel war 1919 Mitglied im Freikorps Epp und 1920 im Bund Oberland; er beteiligte sich an Einsätzen gegen die Münchner Räterepublik und nahm am Kapp-Putsch sowie 1923 am Hitler-Ludendorff-Putsch teil. Als fanatischer Nationalsozialist war er häufig an Straßenkämpfen beteiligt. Astel war Mitglied im Deutschvölkischen Schutz- und Trutzbund sowie im Kampfbund für deutsche Kultur. Zum 1. Juli 1930 trat er in die NSDAP ein (Mitgliedsnummer 264.619), 1934 folgte die Mitgliedschaft in der SS (SS-Nummer 132.245).
Nach dem Studium war er in München als Sportarzt tätig. 1932 übernahm er die Leitung der „Erbgesundheitlichen Beratungsstelle“ im Rasse- und Siedlungshauptamt der SS (RuSHA). Zugleich war er auch Leiter des Rassenhygieneamtes der Reichsführerschule der SA in München. Im Juli 1933 wurde er Präsident des am 15. Juli desselben Jahres gegründeten Thüringischen Landesamtes für Rassewesen in Weimar und hat Tausende von Zwangssterilisationen von 1933 bis 1945 zu verantworten. Im Nebenamt war er Richter am Erbgesundheitsgericht in Jena.
Astel wurde am 1. Juni 1934 von seinem Freikorpskameraden Fritz Sauckel, dem er bereits seine Ernennung zum Leiter des Landesamtes für Rassewesen zu verdanken hatte, ohne Habilitation und ohne reguläres Berufungsverfahren zum ordentlichen Professor an der Medizinischen Fakultät der Friedrich-Schiller-Universität Jena ernannt. Hier erhielt Astel ein eigenes Institut, zunächst „Institut für menschliche Züchtungslehre und Erbforschung“ und seit 1935 „Institut für menschliche Erbforschung und Rassenpolitik“ (auch Universitätsanstalt für Menschliche Erbforschung, Bevölkerungswissenschaft und Rassenpolitik) genannt. Die Antrittsvorlesung des jetzt zum SS-Hauptscharführer Beförderten lautete Rassendämmerung und ihre Meisterung durch Geist und Tat als Schicksalsfrage der weißen Völker. 1936 wurde er zusätzlich Leiter des „Gesundheits- und Wohlfahrtswesens Thüringen“.
Von 1939 bis 1945 war Astel Rektor in Jena, 1940 wurde er Staatsrat in der Landesregierung von Thüringen, die nach der Gleichschaltung praktisch bedeutungslos war. Von 1942 bis 1945 amtierte er außerdem als Gaudozentenbundführer von Thüringen. 1942 wurde Astel zum SS-Standartenführer ernannt. Seine Arbeit diente jetzt unmittelbar dazu, Verbrechen gegen die Menschheit zu verüben. Mit Unterstützung der SS entwickelte Astel die Universität Jena zu einem einflussreichen, „rassen- und lebensgesetzlich“ ausgerichteten NS-Forschungsverbund. Dabei unterstützten ihn Heinrich Himmler und Adolf Hitler. Er war Mitherausgeber der Zeitschrift Volk und Rasse. Illustrierte Monatsschrift für deutsches Volkstum, Rassenkunde, Rassenpflege. Zeitschrift des „Reichsausschusses für Volksgesundheitsdienst“ und der „Deutschen Gesellschaft für Rassenhygiene“ im Lehmanns Verlag München.
Am 4. April 1945 nahm sich Karl Astel das Leben. Sein Nachfolger als Rektor der Universität Jena wurde Emil von Skramlik.
Sein Sohn war der Lyriker Arnfrid Astel.

## Wirken
Astel war einer der führenden nationalsozialistischen „Rassenforscher“ bzw. „Rassenbiologen“. Nach seiner Ernennung in Jena war seine Arbeit darauf ausgerichtet, die sogenannte „Rassenfrage“ als Vernichtungsprogramm wissenschaftlich zu untermauern. Dazu bediente er sich des Werks von Ernst Haeckel. Astel und seine Mitstreiter in Jena, unter anderem Heinz Brücher, Gerhard Heberer, Victor Julius Franz, Johann von Leers und Lothar Stengel-von Rutkowski, sahen in Haeckel den Vorkämpfer einer biologistischen Staatsauffassung. So berief sich Astel in einer programmatischen Rede Die Aufgabe, welche er zur Eröffnung des Wintersemesters 1936/37 hielt, auf diese Tradition. Er rief dazu auf, in Jena eine SS-Muster-Universität aufzubauen.
Für Astel ist die „rassische Qualität“ der Deutschen im Zerfall begriffen, weil „Naturgesetze“ verkannt werden, die „nicht nur für Pflanzen und Tiere, sondern für alle Lebewesen einschließlich des Menschen“ absolut gelten. Die so aufgefassten Naturgesetze werden zu Gestaltungsprinzipien von Staat und Gesellschaft. Astel meint:

„Während viele Generationen Trugbildern nachjagten und das Schwache, Kranke, Untüchtige, Sieche, Verbrecherische, Fremdartige durch äußere Maßnahmen vergeblich zu bessern trachteten, trugen sie zu dem empfindlichen Rasseverfall bei, wenn auch größtenteils ungewollt. Die Menschen häuften geradezu mit Anspannung aller Lebenskräfte der Gesunden und Leistungsfähigen beträchtliche Massen von Lebensuntauglichen und Unzulänglichen aller Art an. Diese belasteten und belasten das Volksleben unerhört in kultureller wie in wirtschaftlicher Hinsicht.“

Er rief „Edelrassige aller Länder“ dazu auf,

„das unglückliche lebensunwerte Leben, das sich während der Herrschaft der Minderwertigen in ihren Völkern angesammelt hat, gemeinsam wieder (zu) entfernen (…) zum Heile aller. Das ist die frohe Botschaft, die der Nationalsozialismus der leidenden und hoffenden Menschheit zu verkünden hat.“

Astel war im SS-Bereich als Rassentheoretiker einflussreicher als Hans F. K. Günther. Die Sippschaftstafel nach Karl Astel von 1933 wurde später von der Reichsführerschule der SA und dem RuSHA für bevölkerungsstatistische Zwecke übernommen. Diese später als Ahnentafeln bekannten Stammbäume dienten im Nationalsozialismus als „Ariernachweis“. Zusammen mit Hans F. K. Günther, Victor Franz und Gerhard Heberer gehörte Astel zur „Rassen-Quadriga“ der Universität Jena, ein Begriff, der auf die Vorreiterstellung der Universität bei der Institutionalisierung rassenkundlicher Fächer in Wissenschaft und Forschung im Zeitraum von 1930 bis 1938 Bezug nimmt.

## Publikationen
- Rassendämmerung und ihre Meisterung durch Geist und Tat als Schicksalsfrage der weißen Völker (= Nationalsozialistische Wissenschaft. H. 1). Zentralverlag der NSDAP Eher, München 1935. Als Dok. wieder in: Walter Wuttke-Gronenberg, Medizin im Nationalsozialismus. Ein Arbeitsbuch. Schwäbische Verlagsgesellschaft, Tübingen 1980, 1982, ISBN 3-88466-006-3, Dok. 156.
- Rassekurs in Egendorf. Ein rassenhygienischer Lehrgang des Thüringischen Landesamts für Rassewesen. Bearbeitet und hrsg. von Karl Astel. Lehmann, München 1935.
- Die Praxis der Rassenhygiene in Deutschland. Rede auf der 1. Wissenschaftlichen Tagung der Deutschen Gesellschaft für Hygiene, Berlin, 5.–6. Oktober 1938. In: Reichsgesundheitsblatt. Jg. 13 (1938), Nr. 52, Beiheft 4, S. 65–70.
- mit Erna Weber: Die unterschiedliche Fortpflanzung. Untersuchung über die Fortpflanzung von 12000 Beamten und Angestellten der Thüringischen Staatsverwaltung. Lehmann, München 1939.
- „Heraus aus dem Engpaß!“ Reden des Reichsverteidigungskommissars des Wehrkreises IV, Reichsstatthalter und Gauleiter F. Sauckel und des Rektors der Universität Jena, Staatsrat Prof. Dr. K. Astel. Deutscher Bund zur Bekämpfung der Tabakgefahren, Berlin 1941.
- mit Erna Weber: Die Kinderzahl der 29000 politischen Leiter des Gaues Thüringen der NSDAP und die Ursachen der ermittelten Fortpflanzungshäufigkeit. 4. Untersuchung über die unterschiedliche Fortpflanzung in Thüringen. Metzner, Berlin 1943.